# Epermenia profugella
Epermenia profugella is een vlinder uit de familie borstelmotten (Epermeniidae). De wetenschappelijke naam is voor het eerst geldig gepubliceerd in 1856 door Stainton.
De soort komt voor in Europa.